# Chico Neves
Chico Neves (Belo Horizonte, 1960)  iniciou sua carreira aos 18 anos, em 1978, como estagiário da EMI/ODEON, por intermédio de André Midani. Em 81, foi convidado por Liminha para ser seu assistente na Warner Music, onde permaneceu até 1986. No início da década de 90, monta seu primeiro estúdio a convite de Ronaldo Bastos; no apartamento 302 (escritório de Ronaldo), em um edifício na Praça Pio XI, no Jardim Botânico, RJ - "Estúdio 302".  Em 98, Chico aluga o apartamento 304, no mesmo prédio, quando nasce o "Estúdio304".
Produziu os discos: 
1981 - "Bomba de estrelas", Jorge Mautner.
1996 - "Meu filme", Lô Borges.
1997 - "O dia em que faremos contato", Lenine
1997 – “Hey Na Na”, Paralamas do Sucesso.
1998 – “EletroBenDodô”, Lucas Santanna. 
1998 – “Um Som”,  Arnaldo Antunes.  
1999 –  “Lado B Lado A” ,  O Rappa. 
2000 - faixas ( 9,10,11) do cd “Entidade Urbana”, Fernanda Abreu. 
2000 – faixas (1,3,4,6,7,9,10,12) do cd “Maquinarama”, Skank. 
2000 –  faixa “Um Truque”, do cd “O Som do Sim”, Herbert Vianna. 
2000 – faixas (3,5,6,8,13,14) do cd “Enquanto o Mundo Gira”, Cidade Negra. 
2000 –  trilha do filme “Eu, Tu, Eles” do diretor Andrucha Waddington em parceria com Gilberto Gil. 
2001 –  “Kamikaze”.  
2001 – faixa  “Brasa” do cd “Seja Voce Mesmo, Mas Não Seja Sempre O Mesmo”, Gabriel O Pensador.  
2001 –  “Bloco Do Eu Sozinho” , Los Hermanos. 
2003 – Trilha do filme “Deus É Brasileiro” do diretor Cacá Diegues, em parceria com Hermano Vianna e Sergio Mekler. 
2003 – “Saiba” , Arnaldo Antunes. 
2003 – Trilha do filme “Benjamim” da diretora Monique Gardenberg, em parceria com Arnaldo Antunes. 
2004 – “As Vozes De Um Canto”, Angola Carlitos Vieira Dias, gravado em Angola. 
2004 –  “Xé Povo” , Angolano Paulo Flores, gravado em Angola. 
2005 – Co-Produção do cd “Wonderland”,  Badi Assad. 
2005 –  Cd “F.U.R.T.O” em parceria com Marcelo Yuka. 
2006 –  “MopTop”.
2005 –  “Sim e Não”, Nando Reis. 
2005 –  “Nenhum Motivo Explica A Guerra”, Afroreggae. 
2006 – “Abre A Janela”, Ponto De Equilibrio. 
2006 –  faixas (1,2,3,4,5,8,9,10,11,12 e 15) cd “Carrossel”, Skank. 
2007 –  “Uma coisa só", Quito Ribeiro. 
2007 –  faixas (2,4,5,8) do cd “Espacial”, Katia B.  
2007 –  “Disco Paralelo" , Ludov. 
2008 – Co-Produção do cd “Novas Bossas” do Milton Nascimento e Jobim Trio. 
2008 – “Dia Santo” , Jam da Silva. 
2008 – Trilha Original da minisérie “Capitú”,  Luiz Fernando Carvalho, Rede Globo. 
2009 –  "Sob o sol", Pedro Morais.
2010 - Trilha do filme "Complexo-Universo Paralelo", do diretor português Mario Patrocínio.
2010 –  "Do Amor".
2011-  "The Hells Kitchen Project”.
2011 -  Garbo.
2012 - "Victoria", Herbert Vianna. 
2013 - “O Mais Feliz da Vida”,  Banda mais bonita da cidade.
2013- “Boto Fé”, Scracho.
2016 - "Camaleão Borboleta", Graveola.
2017 - "Tão tá", Luiza Brina.
2018 - "Soltar os cavalos", Julia Branco. 
2020 - "Fugio", Tamara Franklin. 
2020 - "HV Sessions vol.1" , Herbert Vianna.